# 건담 버사고
건담 버사고(영어: Gundam Virsago, 일본어: ガンダムヴァサーゴ)는 1996년에 방영된 TV 애니메이션 《기동신세기 건담 X》에 등장하는 모빌 슈트(MS)로 분류되는 가공의 유인 조종식 인간형 로봇 병기이다.

## 같이 보기
- 기동신세기 건담 X
- 건담 X
- 건담 더블 X